# Halictus falcinellus
Halictus falcinellus är en biart som beskrevs av Warncke 1982. Halictus falcinellus ingår i släktet bandbin, och familjen vägbin. Inga underarter finns listade i Catalogue of Life.